# King Clone

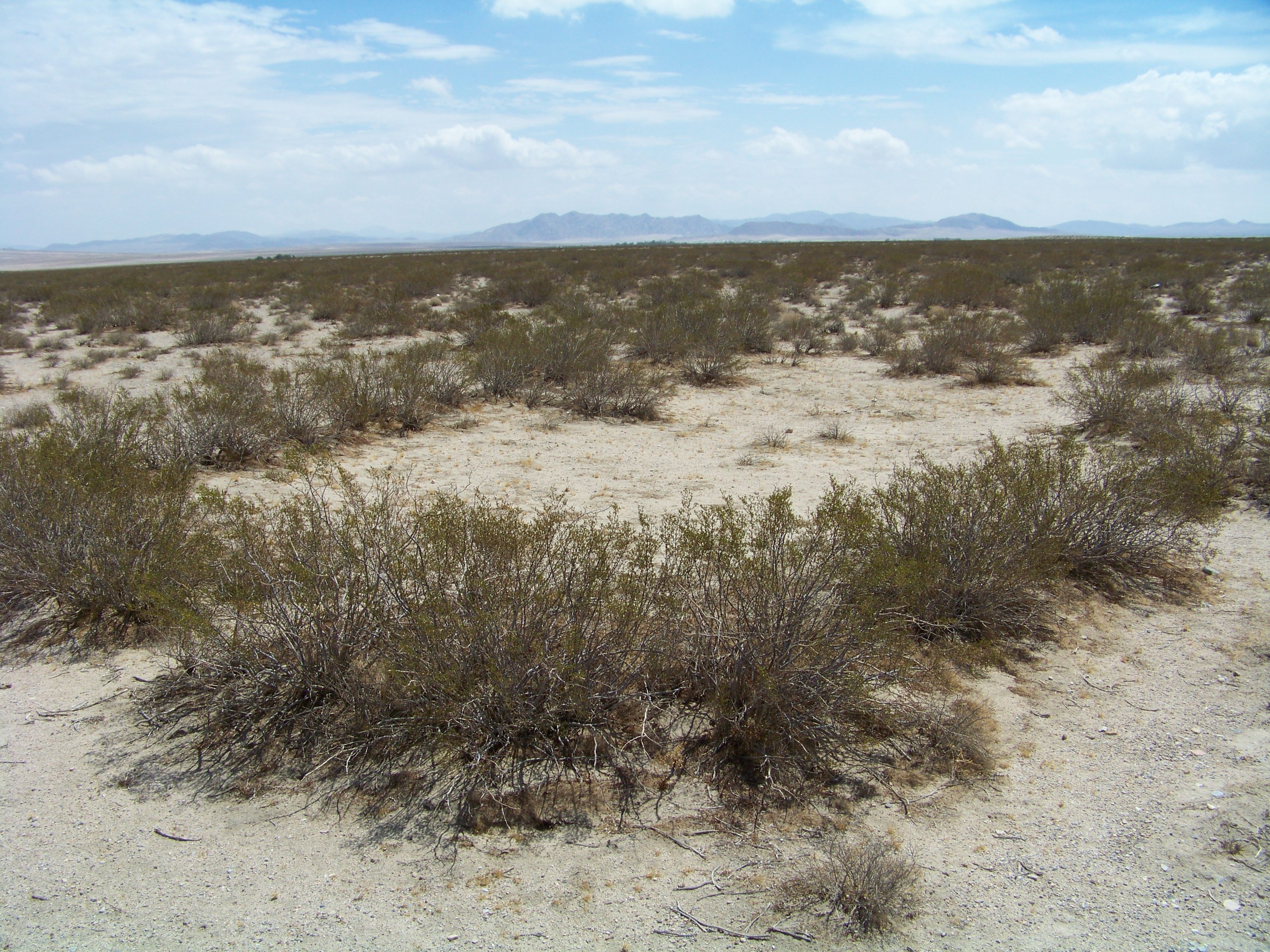
King Clone, anillo de arbustos de creosota (también conocida como gobernadora) de 11.700 años en el Mojave Desierto

Se piensa que el King Clone es el anillo de arbustos de creosota más viejo en el desierto de Mojave. Se estima que el anillo tiene 11.700 años, haciéndolo uno de los organismos vivientes más antiguos de la Tierra. Esta sola colonia clonal de la planta de Larrea tridentata alcanza hasta 20 metros (67 pies)  de diámetro, con un diámetro medio de 14 metros (45 pies).

## Geografía
El anillo de King Clone tiene acceso restringido en tierras públicas en el centro del desierto de Mojave. Está aproximadamente 0.6 millas al norte de Ruta 247 de California en el camino a la mina Bessemer cerca las ciudades de Lucerne Valley y Landers. Esta dentro de la Reserva de Anillos de Creosota de Lucerne Valley y Johnson Valley.

## Metodología de datación
El King Clone fue identificado y su edad estimada por Frank Vasek, un profesor en la Universidad de California en Riverside. Después de que Vasek planteó la hipótesis que el anillo de creosota era, de hecho, un solo organismo, Leonel da Silveira Lobo O'Reilly Sternberg (entonces un estudiante de posgrado que trabajaba en el laboratorio de Vasek), documentó que las plantas del anillo tenían características más similares, que otros grupos de plantas.  Vasek entonces utilizó dos métodos para estimar la edad del anillo. Con un método contó anillos y midió la distancia de crecimiento anual, y con el otro utilizado datación por radiocarbono en piezas de la madera encontrada en el centro del anillo, y midiendo su distancia entre los arbustos vivientes.  Los dos métodos de datación entregaron resultados similares.